# Copa Mercosur 2001
De Copa Mercosur 2001 was de vierde en laatste editie van deze voetbalcompetitie. Het toernooi stond enkel open voor ploegen uit ploegen uit de vijf zuidelijke landen van Zuid-Amerika: Argentinië, Brazilië, Chili, Paraguay en Uruguay. Ploegen uit het noorden van het continent speelden in de tegenhanger van dit toernooi, de Copa Merconorte. Het Argentinië CA San Lorenzo de Almagro won het toernooi door CR Flamengo uit Brazilië te verslaan. San Lorenzo was de enige niet-Braziliaanse finalist (alsmede de enige niet-Braziliaanse winnaar) in de vier jaar dat de Copa Mercosur gespeeld werd. Titelverdediger CR Vasco da Gama werd al in de groepsfase uitgeschakeld.

## Deelnemers
Aan het toernooi deden twintig ploegen mee, waarvan één debutant: CA Talleres uit Córdoba. Zij waren in de Argentijnse competitie als vierde geëindigd in de totaalstand en behoorden daarmee tot een van de drie beste ploegen die niet zeker waren van automatische deelname. Van de zeven ploegen die in 2000 namens Brazilië deelnamen, keerden er dit seizoen zes terug. Clube Atlético Mineiro nam niet deel en hun plek werd ingenomen door Grêmio FBPA (al deelnemer in 1998 en 1999). Voor Chili, Paraguay en Uruguay deden dezelfde ploegen mee als bij de vorige edities.
| Land                          | Deelnemer                 | Deelnames | Beste resultaat               |
| ----------------------------- | ------------------------- | --------- | ----------------------------- |
| Brazilië (CBF) 7 deelnemers   | SC Corinthians Paulista   | 3         | Kwartfinale (1999)            |
| Brazilië (CBF) 7 deelnemers   | Cruzeiro EC               | 3         | Finale (1998)                 |
| Brazilië (CBF) 7 deelnemers   | CR Flamengo               | 3         | Winnaar (1999)                |
| Brazilië (CBF) 7 deelnemers   | Grêmio FBPA               | 2         | Groepsfase (1998, 1999)       |
| Brazilië (CBF) 7 deelnemers   | SE Palmeiras              | 3         | Winnaar (1998)                |
| Brazilië (CBF) 7 deelnemers   | São Paulo FC              | 3         | Groepsfase (1998, 1999, 2000) |
| Brazilië (CBF) 7 deelnemers   | CR Vasco da Gama          | 3         | Winnaar (2000)                |
| Argentinië (AFA) 6 deelnemers | CA Boca Juniors           | 3         | Kwartfinale (1998, 2000)      |
| Argentinië (AFA) 6 deelnemers | CA Independiente          | 3         | Kwartfinale (1999)            |
| Argentinië (AFA) 6 deelnemers | CA River Plate            | 3         | Halve finale (2000)           |
| Argentinië (AFA) 6 deelnemers | CA San Lorenzo de Almagro | 3         | Halve finale (1998, 1999)     |
| Argentinië (AFA) 6 deelnemers | CA Talleres               | geen      |                               |
| Argentinië (AFA) 6 deelnemers | CA Vélez Sarsfield        | 3         | Kwartfinale (1998)            |
| Chili (FFCh) 3 deelnemers     | CSD Colo-Colo             | 3         | Groepsfase (1998, 1999, 2000) |
| Chili (FFCh) 3 deelnemers     | CD Universidad Católica   | 3         | Groepsfase (1998, 1999, 2000) |
| Chili (FFCh) 3 deelnemers     | Club Universidad de Chile | 3         | Groepsfase (1998, 1999, 2000) |
| Paraguay (APF) 2 deelnemers   | Club Cerro Porteño        | 3         | Groepsfase (1998, 1999, 2000) |
| Paraguay (APF) 2 deelnemers   | Club Olimpia              | 3         | Halve finales (1998)          |
| Uruguay (AUF) 2 deelnemers    | Club Nacional de Football | 3         | Groepsfase (1998, 1999, 2000) |
| Uruguay (AUF) 2 deelnemers    | CA Peñarol                | 3         | Halve finale (1999)           |

## Toernooi-opzet
De twintig deelnemende clubs werden verdeeld in vijf groepen van vier teams. In de groepsfase speelde elk team twee keer (thuis en uit) tegen de drie tegenstanders. De groepswinnaars plaatsten zich voor de knock-outfase, samen met drie beste nummers twee. De kwartfinales en de halve finales bestonden uit een thuis- en een uitduel. Het team dat de meeste doelpunten maakte plaatste zich voor de volgende ronde. Bij een gelijke stand werden er strafschoppen genomen. Ook de finale werd volgens die regels gespeeld. Dit was een wijziging ten opzichte van vorige edities.

### Groepsfase
De groepsfase vond plaats tussen 21 juli en 18 oktober. De groepswinnaars plaatsten zich voor de kwartfinales, samen met de drie beste nummers twee.

#### Groep A
| Datum   | Team                 | Score | Team                 |
| ------- | -------------------- | ----- | -------------------- |
| 24 juli | Universidad Católica | 2 - 1 | Vasco da Gama        |
| 29 juli | Vasco da Gama        | 2 - 2 | Boca Juniors         |
| 1 aug.  | Boca Juniors         | 0 - 0 | Cerro Porteño        |
| 7 aug.  | Cerro Porteño        | 2 - 0 | Universidad Católica |
| 21 aug. | Cerro Porteño        | 2 - 1 | Vasco da Gama        |
| 29 aug. | Universidad Católica | 1 - 0 | Cerro Porteño        |
| 12 sep. | Cerro Porteño        | 2 - 1 | Boca Juniors         |
| 13 sep. | Vasco da Gama        | 2 - 1 | Universidad Católica |
| 19 sep. | Universidad Católica | 2 - 1 | Boca Juniors         |
| 25 sep. | Boca Juniors         | 2 - 2 | Vasco da Gama        |
| 17 okt. | Vasco da Gama        | 3 - 2 | Cerro Porteño        |
| 18 sep. | Boca Juniors         | 3 - 2 | Universidad Católica |

| Nr. | Club               | Wedstrijden | Wedstrijden | Wedstrijden | Wedstrijden | Doelpunten | Doelpunten | Doelpunten | Punten |
| --- | ------------------ | ----------- | ----------- | ----------- | ----------- | ---------- | ---------- | ---------- | ------ |
| Nr. | Club               | G           | W           | G           | V           | V          | T          | Saldo      | Punten |
| 1   | Club Cerro Porteño | 6           | 3           | 1           | 2           | 8          | 6          | +2         | 10     |
| 2   | CD Univ. Católica  | 6           | 3           | 0           | 3           | 8          | 9          | −1         | 9      |
| 3   | CR Vasco da Gama   | 6           | 2           | 2           | 2           | 11         | 11         | 0          | 8      |
| 4   | CA Boca Juniors    | 6           | 1           | 3           | 2           | 9          | 10         | −1         | 6      |

#### Groep B
Olimpia was tussen 4 en 31 augustus door de FIFA geschorst. Het uitduel tegen Flamengo (21 augustus) werd hierdoor niet gespeeld en Flamengo werd een reglementaire 2–0 overwinning toegekend.
| Datum   | Team        | Score       | Team        |
| ------- | ----------- | ----------- | ----------- |
| 21 juli | Flamengo    | 2 - 0       | Nacional    |
| 28 juli | Nacional    | 2 - 0       | Olimpia     |
| 28 juli | San Lorenzo | 1 - 2       | Flamengo    |
| 31 juli | Olimpia     | 0 - 2       | San Lorenzo |
| 8 aug.  | San Lorenzo | 2 - 0       | Nacional    |
| 21 aug. | Flamengo    | 2 - 0 (w/o) | Olimpia     |
| 11 sep. | Nacional    | 4 - 1       | Flamengo    |
| 20 sep. | San Lorenzo | 3 - 0       | Olimpia     |
| 27 sep. | Flamengo    | 2 - 1       | San Lorenzo |
| 3 okt.  | Olimpia     | 0 - 2       | Nacional    |
| 16 okt. | Nacional    | 0 - 0       | San Lorenzo |
| 18 okt. | Olimpia     | 0 - 2       | Flamengo    |

| Nr. | Club                 | Wedstrijden | Wedstrijden | Wedstrijden | Wedstrijden | Doelpunten | Doelpunten | Doelpunten | Punten |
| --- | -------------------- | ----------- | ----------- | ----------- | ----------- | ---------- | ---------- | ---------- | ------ |
| Nr. | Club                 | G           | W           | G           | V           | V          | T          | Saldo      | Punten |
| 1   | CR Flamengo          | 6           | 5           | 0           | 1           | 11         | 6          | +5         | 15     |
| 2   | CA San Lorenzo de A. | 6           | 3           | 1           | 2           | 9          | 4          | +5         | 10     |
| 3   | Club Nacional de F.  | 6           | 3           | 1           | 2           | 8          | 5          | +3         | 10     |
| 4   | Club Olimpia         | 6           | 0           | 0           | 6           | 0          | 13         | −13        | 0      |

#### Groep C
| Datum   | Team          | Score | Team          |
| ------- | ------------- | ----- | ------------- |
| 24 juli | Independiente | 2 - 0 | Cruzeiro      |
| 26 juli | Colo-Colo     | 0 - 2 | Corinthians   |
| 29 juli | Corinthians   | 2 - 1 | Independiente |
| 29 juli | Cruzeiro      | 1 - 1 | Colo-Colo     |
| 22 aug. | Cruzeiro      | 0 - 2 | Corinthians   |
| 23 aug. | Colo-Colo     | 2 - 1 | Independiente |
| 11 sep. | Cruzeiro      | 4 - 1 | Independiente |
| 12 sep. | Corinthians   | 0 - 0 | Colo-Colo     |
| 26 sep. | Colo-Colo     | 0 - 0 | Cruzeiro      |
| 27 sep. | Independiente | 1 - 0 | Corinthians   |
| 17 okt. | Independiente | 2 - 0 | Colo-Colo     |
| 17 okt. | Corinthians   | 2 - 4 | Cruzeiro      |

| Nr. | Club                    | Wedstrijden | Wedstrijden | Wedstrijden | Wedstrijden | Doelpunten | Doelpunten | Doelpunten | Punten |
| --- | ----------------------- | ----------- | ----------- | ----------- | ----------- | ---------- | ---------- | ---------- | ------ |
| Nr. | Club                    | G           | W           | G           | V           | V          | T          | Saldo      | Punten |
| 1   | SC Corinthians Paulista | 6           | 3           | 1           | 2           | 8          | 6          | +2         | 10     |
| 2   | CA Independiente        | 6           | 3           | 0           | 3           | 8          | 8          | 0          | 9      |
| 3   | Cruzeiro EC             | 6           | 2           | 2           | 2           | 9          | 8          | +1         | 8      |
| 4   | CSD Colo-Colo           | 6           | 1           | 3           | 2           | 3          | 6          | −3         | 6      |

#### Groep D
| Datum    | Team            | Score | Team            |
| -------- | --------------- | ----- | --------------- |
| 25 juli  | São Paulo       | 3 - 0 | Peñarol         |
| 28 juli. | Talleres        | 0 - 0 | São Paulo       |
| 29 juli  | Peñarol         | 2 - 1 | Vélez Sarsfield |
| 2 aug.   | Vélez Sarsfield | 1 - 4 | Talleres        |
| 23 aug.  | São Paulo       | 1 - 1 | Vélez Sarsfield |
| 23 aug.  | Talleres        | 1 - 1 | Peñarol         |
| 11 sep.  | Talleres        | 2 - 2 | Vélez Sarsfield |
| 12 sep.  | Peñarol         | 1 - 1 | São Paulo       |
| 18 sep.  | Vélez Sarsfield | 3 - 0 | Peñarol         |
| 26 sep.  | São Paulo       | 0 - 0 | Talleres        |
| 17 okt.  | Peñarol         | 1 - 3 | Talleres        |
| 17 okt.  | Vélez Sarsfield | 4 - 2 | São Paulo       |

| Nr. | Club               | Wedstrijden | Wedstrijden | Wedstrijden | Wedstrijden | Doelpunten | Doelpunten | Doelpunten | Punten |
| --- | ------------------ | ----------- | ----------- | ----------- | ----------- | ---------- | ---------- | ---------- | ------ |
| Nr. | Club               | G           | W           | G           | V           | V          | T          | Saldo      | Punten |
| 1   | CA Talleres        | 6           | 2           | 4           | 0           | 10         | 5          | +5         | 10     |
| 2   | CA Vélez Sarsfield | 6           | 2           | 2           | 2           | 12         | 11         | +1         | 8      |
| 3   | São Paulo FC       | 6           | 1           | 4           | 1           | 7          | 6          | +1         | 7      |
| 4   | CA Peñarol         | 6           | 1           | 2           | 3           | 5          | 12         | −7         | 5      |

#### Groep E
| Datum   | Team                 | Score | Team                 |
| ------- | -------------------- | ----- | -------------------- |
| 22 juli | River Plate          | 2 - 4 | Grêmio               |
| 25 juli | Universidad de Chile | 2 - 1 | Palmeiras            |
| 28 juli | Palmeiras            | 2 - 2 | River Plate          |
| 28 juli | Grêmio               | 2 - 0 | Universidad de Chile |
| 22 aug. | Grêmio               | 3 - 1 | Palmeiras            |
| 13 sep. | Palmeiras            | 4 - 0 | Universidad de Chile |
| 13 sep. | Grêmio               | 1 - 0 | River Plate          |
| 20 sep. | Universidad de Chile | 0 - 3 | River Plate          |
| 26 sep. | River Plate          | 3 - 3 | Palmeiras            |
| 27 sep. | Universidad de Chile | 1 - 1 | Grêmio               |
| 16 okt. | River Plate          | 3 - 0 | Universidad de Chile |
| 16 okt. | Palmeiras            | 0 - 0 | Grêmio               |

| Nr. | Club                | Wedstrijden | Wedstrijden | Wedstrijden | Wedstrijden | Doelpunten | Doelpunten | Doelpunten | Punten |
| --- | ------------------- | ----------- | ----------- | ----------- | ----------- | ---------- | ---------- | ---------- | ------ |
| Nr. | Club                | G           | W           | G           | V           | V          | T          | Saldo      | Punten |
| 1   | Grêmio FBPA         | 6           | 4           | 2           | 0           | 11         | 4          | +7         | 14     |
| 2   | CA River Plate      | 6           | 2           | 2           | 2           | 13         | 10         | +3         | 8      |
| 3   | SE Palmeiras        | 6           | 1           | 3           | 2           | 11         | 10         | +1         | 6      |
| 4   | Club Univ. de Chile | 6           | 1           | 1           | 4           | 3          | 14         | −11        | 4      |

#### Rangschikking tweede plaatsen
| Nr. | Club                   | Wedstrijden | Wedstrijden | Wedstrijden | Wedstrijden | Doelpunten | Doelpunten | Doelpunten | Punten |
| --- | ---------------------- | ----------- | ----------- | ----------- | ----------- | ---------- | ---------- | ---------- | ------ |
| Nr. | Club                   | G           | W           | G           | V           | V          | T          | Saldo      | Punten |
| 1   | CA San Lorenzo (B)     | 6           | 3           | 1           | 2           | 9          | 4          | +5         | 10     |
| 2   | CA Independiente (C)   | 6           | 3           | 0           | 3           | 8          | 8          | 0          | 9      |
| 3   | CD Univ. Católica (A)  | 6           | 3           | 0           | 3           | 8          | 9          | −1         | 9      |
| 4   | CA River Plate (E)     | 6           | 2           | 2           | 2           | 13         | 10         | +3         | 8      |
| 5   | CA Vélez Sarsfield (D) | 6           | 2           | 2           | 2           | 12         | 11         | +1         | 8      |

### Knock-outfase
|  | Kwartfinale | Kwartfinale             | Kwartfinale               | Kwartfinale                      | Kwartfinale |       |                           | Halve finale            | Halve finale | Halve finale | Halve finale | Halve finale |  |  | Finale | Finale      | Finale | Finale | Finale |
|  |             |                         |                           |                                  |             |       |                           |                         |              |              |              |              |  |  |        |             |        |        |        |
|  | C2          | CA Independiente        | 0                         | 0                                | 0           |       |                           |                         |              |              |              |              |  |  |        |             |        |        |        |
|  | B1          | CR Flamengo             | 0                         | 4                                | 4           |       |                           |                         |              |              |              |              |  |  |        |             |        |        |        |
|  | B1          | CR Flamengo             | 0                         | 4                                | 4           |       | B1                        | CR Flamengo (n.s.)      | 0            | 2            | 2 (4)        |              |  |  |        |             |        |        |        |
|  |             |                         |                           |                                  |             |       | B1                        | CR Flamengo (n.s.)      | 0            | 2            | 2 (4)        |              |  |  |        |             |        |        |        |
|  |             | E1                      | Grêmio FBPA               | 0                                | 2           | 2 (2) |                           |                         |              |              |              |              |  |  |        |             |        |        |        |
|  | E1          | E1                      | Grêmio FBPA               | 0                                | 2           | 2 (2) | Grêmio FBPA               | 0                       | 2            | 2            |              |              |  |  |        |             |        |        |        |
|  | E1          |                         |                           |                                  |             |       | Grêmio FBPA               | 0                       | 2            | 2            |              |              |  |  |        |             |        |        |        |
|  | D1          | CA Talleres             | 0                         | 0                                | 0           |       |                           |                         |              |              |              |              |  |  |        |             |        |        |        |
|  |             |                         |                           |                                  |             |       |                           |                         |              |              |              |              |  |  | B1     | CR Flamengo | 0      | 1      | 1 (3)  |
|  |             |                         | B2                        | CA San Lorenzo de Almagro (n.s.) | 0           | 1     | 1 (4)                     |                         |              |              |              |              |  |  |        |             |        |        |        |
|  | A2          | CD Universidad Católica | 2                         | 0                                | 2           |       |                           |                         |              |              |              |              |  |  |        |             |        |        |        |
|  | C1          | SC Corinthians Paulista | 1                         | 2                                | 3           |       |                           |                         |              |              |              |              |  |  |        |             |        |        |        |
|  | C1          | SC Corinthians Paulista | 1                         | 2                                | 3           |       | C1                        | SC Corinthians Paulista | 2            | 1            | 3            |              |  |  |        |             |        |        |        |
|  |             |                         |                           |                                  |             |       | C1                        | SC Corinthians Paulista | 2            | 1            | 3            |              |  |  |        |             |        |        |        |
|  |             | B2                      | CA San Lorenzo de Almagro | 1                                | 4           | 5     |                           |                         |              |              |              |              |  |  |        |             |        |        |        |
|  | B2          | B2                      | CA San Lorenzo de Almagro | 1                                | 4           | 5     | CA San Lorenzo de Almagro | 4                       | 2            | 6            |              |              |  |  |        |             |        |        |        |
|  | B2          |                         |                           |                                  |             |       | CA San Lorenzo de Almagro | 4                       | 2            | 6            |              |              |  |  |        |             |        |        |        |
|  | A1          | Club Cerro Porteño      | 2                         | 1                                | 3           |       |                           |                         |              |              |              |              |  |  |        |             |        |        |        |

### Kwartfinales
De wedstrijden werden gespeeld op 24-25 oktober (heen) en op 31 oktober en 1 november (terug). Flamengo speelde hun thuiswedstrijd in Taguatinga
| Team 1                    | Tot.  | Team 2                  | 1e wedstr. | 2e wedstr. |
| ------------------------- | ----- | ----------------------- | ---------- | ---------- |
| CA Independiente          | 0 - 4 | CR Flamengo             | 0 - 0      | 0 - 4      |
| CD Universidad Católica   | 2 - 3 | SC Corinthians Paulista | 2 - 1      | 0 - 2      |
| CA San Lorenzo de Almagro | 6 - 3 | Club Cerro Porteño      | 4 - 2      | 2 - 1      |
| Grêmio FBPA               | 2 - 0 | CA Talleres             | 0 - 0      | 2 - 0      |

### Halve finales
De wedstrijden werden gespeeld op 21-22 november (heen) en op 28-29 november (terug).
| Team 1                  | Tot.               | Team 2                    | 1e wedstr. | 2e wedstr. |
| ----------------------- | ------------------ | ------------------------- | ---------- | ---------- |
| SC Corinthians Paulista | 3 - 5              | CA San Lorenzo de Almagro | 2 - 1      | 1 - 4      |
| CR Flamengo             | 2 - 2 (4 - 2 n.s.) | Grêmio FBPA               | 0 - 0      | 2 - 2      |

### Finale
|                  |             |       |                           |                                                                                             |
| 12 december 2001 | CR Flamengo | 0 - 0 | CA San Lorenzo de Almagro | Estádio Jornalista Mário Filho, Rio de Janeiro Scheidsrechter: Epifanio González (Paraguay) |
| 12 december 2001 |             |       |                           | Estádio Jornalista Mário Filho, Rio de Janeiro Scheidsrechter: Epifanio González (Paraguay) |

|                 |                                                  |       |                                            |                                                                            |
| 24 januari 2002 | CA San Lorenzo de Almagro                        | 1 - 1 | CR Flamengo                                | Estadio Pedro Bidegain, Buenos Aires Scheidsrechter: Óscar Ruiz (Colombia) |
| 24 januari 2002 | Estévez 67'                                      |       | 10' Machado                                | Estadio Pedro Bidegain, Buenos Aires Scheidsrechter: Óscar Ruiz (Colombia) |
| 24 januari 2002 | Strafschoppen                                    |       |                                            | Estadio Pedro Bidegain, Buenos Aires Scheidsrechter: Óscar Ruiz (Colombia) |
| 24 januari 2002 | Acosta Serrizuela Romagnoli Puserini Saja Capria | 4 – 3 | Juan Petković Andrezinho Cássio Edson Roma | Estadio Pedro Bidegain, Buenos Aires Scheidsrechter: Óscar Ruiz (Colombia) |

1–1 over twee wedstrijden. CA San Lorenzo de Almagro wint met 4–3 na strafschoppen.
| Winnaar Copa Mercosur 2001         |
| ---------------------------------- |
| CA San Lorenzo de Almagro 1e titel |

## Topscorers
De Argentijn Bernardo Romeo van CA San Lorenzo de Almagro werd topscorer met tien doelpunten.
| №  | Speler            | Club                      | Goals |
| -- | ----------------- | ------------------------- | ----- |
| 1. | Bernardo Romeo    | CA San Lorenzo de Almagro | 10    |
| 2. | Pablo Cuba        | CA Talleres               | 5     |
| 2. | Juan              | CR Flamengo               | 5     |
| 4. | Alberto Acosta    | CA San Lorenzo de Almagro | 4     |
| 4. | Virgilio Ferreira | Club Cerro Porteño        | 4     |
| 4. | Leandro Gracián   | CA Vélez Sarsfield        | 4     |
| 4. | Limberg Gutiérrez | Club Nacional de Football | 4     |

## Thuisduels in een ander stadion
Zesmaal werd een wedstrijd in een andere stad gespeeld dan waar de thuisclub vandaan kwam. Dit betrof de volgende ontmoetingen:
| Club               | Datum        | Tegenstander              | Ronde       | Stad            |
| ------------------ | ------------ | ------------------------- | ----------- | --------------- |
| Club Cerro Porteño | 21 augustus  | CR Vasco da Gama          | Groep A     | Ciudad del Este |
| CR Vasco da Gama   | 29 juli      | CA Boca Juniors           | Groep A     | Brasilia        |
| CR Flamengo        | 21 juli      | Club Nacional de Football | Groep B     | Brasilia        |
| CR Flamengo        | 27 september | CA San Lorenzo de Almagro | Groep B     | Taguatinga      |
| CR Flamengo        | 31 oktober   | CA Independiente          | Kwartfinale | Taguatinga      |
| Cruzeiro EC        | 22 augustus  | SC Corinthians Paulista   | Groep C     | Ipatinga        |

Copa Merconorte: 1998 · 1999 · 2000 · 2001

Copa Mercosur: 1998 · 1999 · 2000 · 2001